# MS Iona (судно)
MS Iona — це круїзне судно класу Excellence, яке обслуговує P&O Cruises, дочірня компанія Carnival Corporation & plc. Побудоване німецьким суднобудівником Майєром Верфтом у Папенбурзі, було доставлене у жовтні 2020 року за ціною 730 мільйонів фунтів стерлінгів. Водотонадністю 184,089 GT, Iona стало найбільшим круїзним судном, замовленим для P&O та британського ринку після поставки, поки корабель-побратим Arvia (розміром 184 700 GT) був поставлений у 2022 році. Iona було виведено на воду 18 лютого 2020 року та доставлено через вісім місяців, 9 жовтня, на тлі пандемії COVID-19, яка відклала його дебют більш ніж на рік до 7 серпня 2021 року, коли воно вирушило у свій перший рейс із Саутгемптона.

## Дизайн
У Iona має 17 різних закладів харчування, у тому числі вісім ресторанів, позначених як «вибрані ресторани», і 12 різних барів. У неї також є 16 гідромасажних ванн і 4 плавальні басейни, один з яких розташований під SkyDome, розважальним майданчиком, увінчаним скляним куполом площею 970 квадратних метрів вагою 105 тонн, 340 панелей і висувною сценою для шоу. У центрі корабля також є трипалубний атріум, оточений трипалубними скляними панелями, що виступають назовні.
Всього у Iona 18 палуб, довжина яких становить 344 метри і шириною 42. Максимальна потужність оцінюється в 61,7 мегават (82 700 к.с.). Загальна потужність двигуна становить 37 мегават (50 000 к.с.). Разом система живлення забезпечує судну робочу швидкість 17 вузлів (31 км/год; 20 миль/год). Iona матиме пасажиромісткість 5206 гостей і 1762 члени екіпажу. Працюючи на зрідженому природному газі (LNG), Iona розроблена таким чином, щоб не викидати діоксид сірки та частинки сажі.